# Kai Diekmann

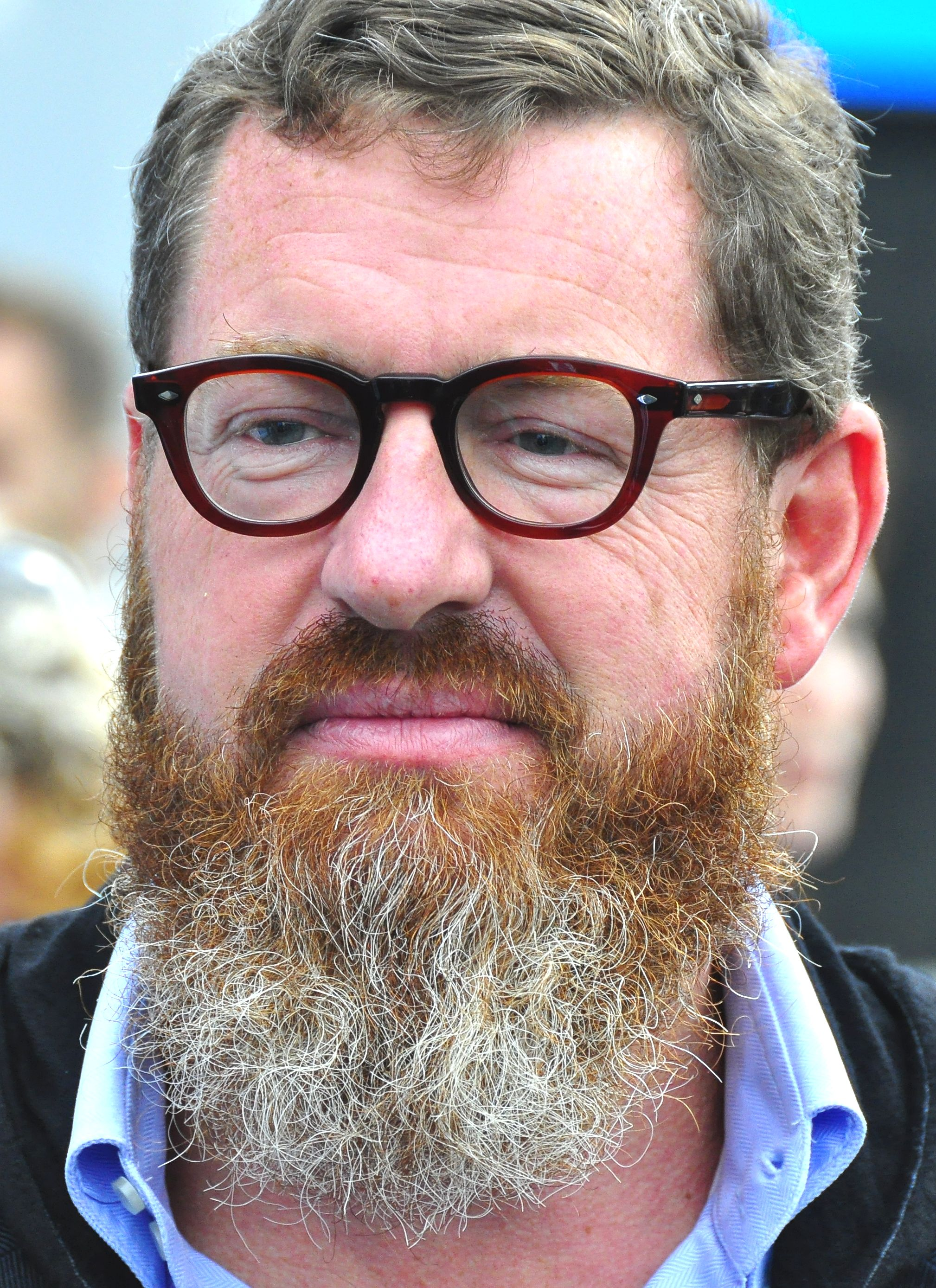
Kai Diekmann (2014)

Kai Diekmann (ur. 27 czerwca 1964 roku w Ravensburgu) – niemiecki dziennikarz. W latach 1998–2001 redaktor naczelny gazety Welt am Sonntag. Od 2001 do 2015 redaktor naczelny największego niemieckiego tabloidu Bild.